# 安德烈斯·帕斯特拉纳
安德烈斯·帕斯特拉纳·阿朗戈（1954年8月17日—）哥倫比亞右派政治家，前哥倫比亞总统。

## 早年
帕斯特拉纳是前总统米萨埃尔·帕斯特拉纳·博雷罗（1970年～1974年）之子。就读波哥大罗萨里奥圣母学院，后赴美国哈佛大学国际问题中心进修并获硕士学位。回国后创建一本叫Guión的杂志和Noticiero TV Hoy电视台任职。

## 政治生涯
1982年他开始正式政治生涯，他被选为波哥大市政委员至1986年，两次任市政委员会主席。
1988年1月8日他在安提奥基亚被绑架，绑匪向哥倫比亞政府施压阻止毒枭帕布洛·埃斯科瓦尔(Pablo Escobar)被引渡到美国。一周后他被警察找到，3月他当选波哥大市长，任期至1990年。1994年競选总统失败。

## 总统（1998-2002）
1998年5月再次参加大选，6月成功当选，結束哥倫比亞自由黨12年的管治，8月7日就任总统。